# Charles Morgan (2e baronnet)
Charles Gould Morgan, deuxième baronnet (4 février 1760 - 5 décembre 1846), est un militaire et homme politique gallois, député de Brecon et du comté de Monmouth.

## Biographie

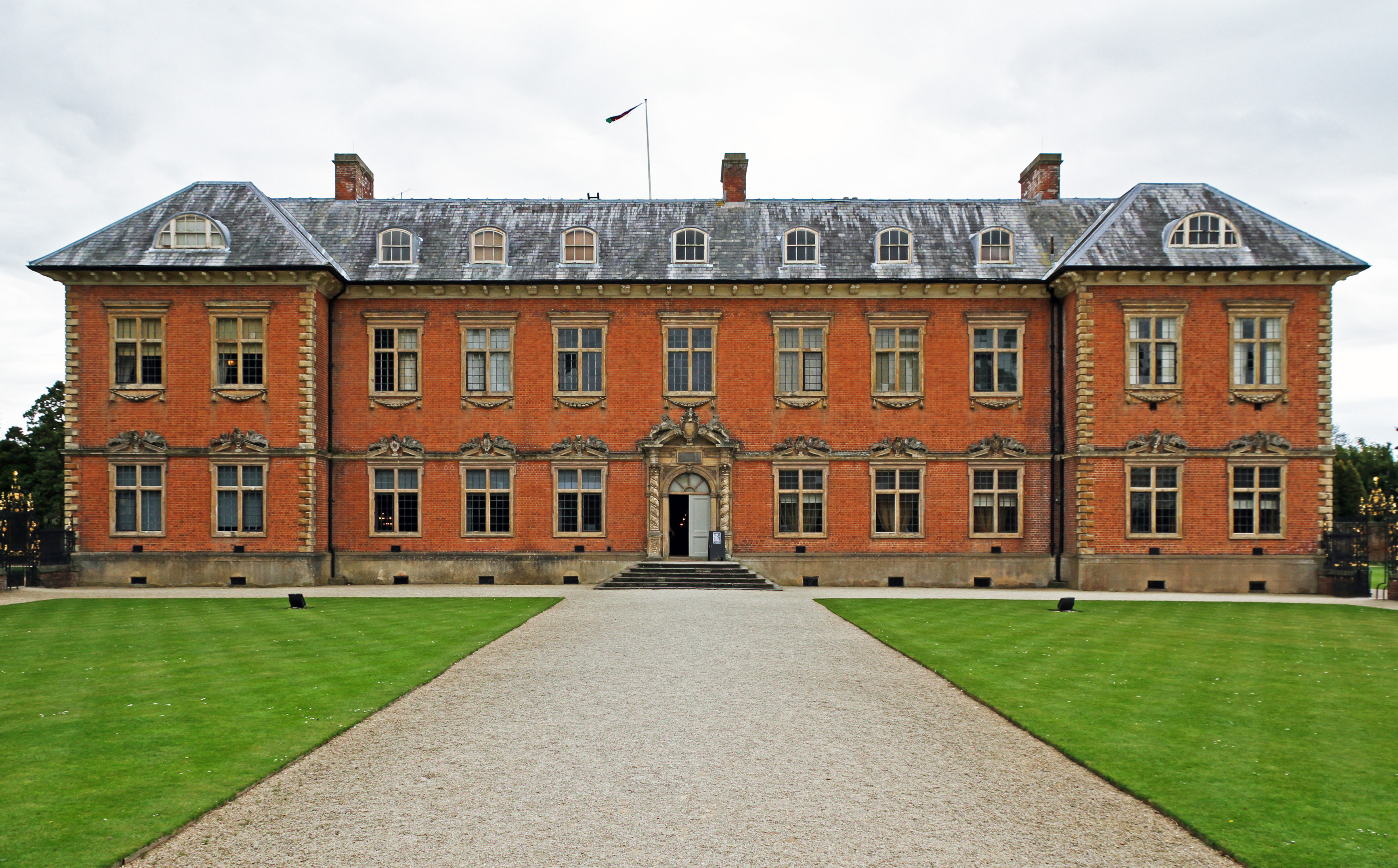
Tredegar House

Fils de Charles Morgan (1er baronnet) (à l'origine Charles Gould) et Jane Morgan, il devient capitaine des Coldstream Guards. Il prend sa retraite de l'armée britannique pour se concentrer sur le domaine familial, et devient député de Brecon (1787-1796) et plus tard du comté de Monmouth (1796-1831). Il adopte le nom de Morgan en 1792, en même temps que son père, et hérite du domaine de Tredegar House de son oncle John Morgan en 1797.
Il succède à son père comme bailli de la Bedford Level Corporation de 1807 à 1827. Il est enregistreur pour Newport de 1807 à 1835 .
Il est élu membre de la Royal Society en 1816.

## Famille
Morgan (alors toujours Gould) épouse Mary Margaret Stoney, fille du capitaine George Stoney, en 1791, et ils ont huit enfants, quatre fils et quatre filles. Il ne s'est pas remarié après sa mort en 1808.
Morgan est remplacé par son fils aîné, Charles Morgan (1er baron Tredegar). Les autres fils sont:
- George Gould Morgan (1794-1845), officier de l'armée et député[7]
- Charles Augustus Samuel Morgan (1800-1875), religieux, épouse Frances Lascelles, fille de Rowley Lascelles et sa cousine germaine[8],[9],[10]
- Octavius Morgan (1803–1888), antiquaire.

Les filles sont:
- Maria Margaretta (décédée en 1875), mariée en 1817 à Francis Miles Milman, officier de l'armée et fils de Francis Milman (1er baronnet)
- Charlotte Georgiana (décédée en 1878), mariée en 1819 à George Rodney (3e baron Rodney)
- Angelina Maria Cecilia (décédée en 1844), mariée en 1825, à sir Hugh Owen Owen (2e baronnet)
- Selina Anne, est décédée jeune.